# Кабанбай (Маканчинський район)
Кабанба́й (каз. Қабанбай) — село у складі Маканчинського району Абайської області Казахстану. Адміністративний центр та єдиний населений пункт Кабанбайського сільського округу.
Населення — 3929 осіб (2021; 4396 у 2009, 4459 у 1999, 5194 у 1989).
Національний склад станом на 1989 рік:
- казахи — 100 %

До 1992 року село називалось Жарбулак.